# 天主教雅溫德總教區
天主教雅溫德總教區（拉丁語：Archidioecesis Yaundensis）是喀麥隆一個羅馬天主教教省總教區，下轄六個教區。是該國五個總教區之一。
教區的前身、喀麥隆宗座監牧區成立於1890年3月18日，1905年1月2日升為代牧區，1931年4月3日易名。1955年9月14日升為總教區。
總教區2010年有教友903,000人（佔轄區總人口48.0%）、132個堂區、414名司鐸。現任教區總主教為若望·姆巴爾加。